# Cymbosetaria sagittifolia
Cymbosetaria es un género monotípico de plantas herbáceas perteneciente a la familia de las poáceas. Su única especie: Cymbosetaria sagittifolia (Hochst. ex A.Rich.) Schweick, es originario de África donde se encuentra en Sudáfrica.